# Gary Goldman
Gary Goldman (ur. 17 listopada 1944 w Oakland w USA) – amerykański reżyser, scenarzysta i producent filmów animowanych.

## Filmografia

### Reżyser
- 2000: Titan – Nowa Ziemia
- 1999: Bartok wspaniały
- 1997: Anastazja
- 1995: Zakochany pingwin
- 1994: Troll w Nowym Jorku
- 1994: Calineczka
- 1991: Powrót króla rock and „rulla”
- 1989: Wszystkie psy idą do nieba

### Producent
- 2008: Ollie the Otter
- 2000: Titan – Nowa Ziemia
- 1999: Bartok wspaniały
- 1997: Anastazja
- 1995: Zakochany pingwin
- 1994: Calineczka
- 1991: Powrót króla rock and „rulla”
- 1988: Pradawny ląd: Pierwsza wielka przygoda
- 1986: Amerykańska opowieść
- 1982: Dzielna pani Brisby
- 1980: Xanadu

### Scenarzysta
- 2007: Next
- 1989: Wszystkie psy idą do nieba
- 1986: Amerykańska opowieść
- 1982: Dzielna pani Brisby